# 신의철
신의철(1971년 8월 29일~)은 대한민국의 면역학자이자, 교수, 작가이다. 주 분야는 의학 분야의 바이러스 감염과 암에 대한 T세포 반응이다.

## 수상
- 2022년: 아산의학상[3]